# ويليام جي. كير
ويليام جي. كير هو سياسي كندي، (و. العقد 1810  م).